# EM i strandhåndbold
Europamesterskaberne i strandhåndbold er afviklet siden 2000, og mesterskaberne er alle arrangeret som fælles stævner for mænd og kvinder.

## Mænd
| EM      | Værtsby                   | Guld         | Sølv     | Bronze       | Danmarks plac. |
| ------- | ------------------------- | ------------ | -------- | ------------ | -------------- |
| EM 2000 | Gaeta, Italien            | Hviderusland | Spanien  | Ukraine      | -              |
| EM 2002 | Cadiz, Spanien            | Spanien      | Rusland  | Hviderusland | -              |
| EM 2004 | Alanya, Tyrkiet           | Rusland      | Tyskland | Tyrkiet      | -              |
| EM 2006 | Cuxhaven, Tyskland        | Spanien      | Ungarn   | Tyrkiet      | -              |
| EM 2007 | Misano Adriatico, Italien | Rusland      | Kroatien | Ungarn       | Nr. 11         |
| EM 2009 | Larvik, Norge             | Kroatien     | Rusland  | Ungarn       | Nr. 4          |
| EM 2011 | Umag, Kroatien            | Kroatien     | Rusland  | Spanien      | Nr. 7          |
| EM 2013 | Randers, Danmark          | Kroatien     | Rusland  | Danmark      | Nr. 3          |
| EM 2015 | Lloret de Mar, Spanien    | Kroatien     | Spanien  | Ukraine      |                |
| EM 2017 | Zagreb, Kroatien          | , Spanien    | Rusland  | Kroatien     |                |
| EM 2019 | Stare Jabłonki, Polen     | Danmark      | Norge    | Ungarn       | Nr. 1          |
| EM 2021 | Varna, Bulgarien          | Danmark      | Kroatien | Rusland      | Nr. 1          |
| EM 2023 | Nazaré, Portugal          | Ungarn       | Tyskland | Danmark      | Nr. 3          |

## Kvinder
| EM      | Værtsby                   | Guld     | Sølv     | Bronze       | Danmarks plac. |
| ------- | ------------------------- | -------- | -------- | ------------ | -------------- |
| EM 2000 | Gaeta, Italien            | Ukraine  | Tyskland | Rusland      | -              |
| EM 2002 | Cadiz, Spanien            | Rusland  | Tyrkiet  | Jugoslavien  | -              |
| EM 2004 | Alanya, Tyrkiet           | Rusland  | Kroatien | Tyskland     | -              |
| EM 2006 | Cuxhaven, Tyskland        | Tyskland | Rusland  | Kroatien     | -              |
| EM 2007 | Misano Adriatico, Italien | Kroatien | Tyskland | Norge        | Nr. 15         |
| EM 2009 | Larvik, Norge             | Italien  | Norge    | Kroatien     | Nr. 7          |
| EM 2011 | Umag, Kroatien            | Kroatien | Danmark  | Italien      | Nr. 2          |
| EM 2013 | Randers, Danmark          | Ungarn   | Danmark  | Norge        | Nr. 2          |
| EM 2015 | Lloret de Mar, Spanien    | Ungarn   | Norge    | Italien      |                |
| EM 2017 | Zagreb, Kroatien          | Norge    | Polen    | Spanien      |                |
| EM 2019 | Stare Jabłonki, Polen     | Danmark  | Ungarn   | Nederlandene | Nr. 1          |
| EM 2021 | Varna, Bulgarien          | Tyskland | Danmark  | Spanien      | Nr. 2          |
| EM 2023 | Nazaré, Portugal          | Tyskland | Holland  | Spanien      | Nr. 7          |